# Марк Фабий Лицин
Марк Фабий Лицин (на латински: Marcus Fabius Licinus) e политик на Римската република през 3 век пр.н.е.

## Биография
Произлиза от фамилията Фабии и е син на Гай Фабий Дорсон Лицин (консул 273 пр.н.е.).
През 246 пр.н.е. Марк Лицин е избран за консул заедно с Маний Отацилий Крас и се бие в Сицилия по времето на Първата пуническа война с картагенския военачалник Хамилкар Барка. Затова в Рим трябва да се избере един диктатор, Тит Корунканий, за провеждането на следващите консулски избори. Изглежда те нямат успехи, както и следващите консули, против картагенците.